# Léopold Ramus
Vincent Léopold Edouard Ramus (Sathonay-Camp, 4 aprile 1868 – Parigi, 30 maggio 1950) è stato uno schermidore francese.
Partecipò ai Giochi della II Olimpiade di Parigi nella gara di fioretto per maestri, dove giunse al sesto posto.